# Austro (mitología)
Austro, Austros o Auster (en latín, Auster), en la mitología romana, es el dios de los vientos del sur, o más exactamente, del mediodía.
Vientos calientes, desecadores, espesos, considerados a veces como adversos porque podían corromper el aire por su humedad contenida. Se asocia con el final del verano y traía las tormentas de viento y la lluvia, por lo que era temido como destructor de las cosechas.
Es la personificación del siroco, que traía densas nubes y niebla o humedad.
Su equivalente en la mitología griega era Noto.

## Representación
A menudo es representado bajo la figura de un hombre joven con una urna invertida, y con parte de su capa levantada, dando significado a la lluvia que trae generalmente consigo.

## Mitología
Es uno de los cuatro Ventus Venti (vientos provenientes de los cuatro puntos cardinales), hijo de Eolo y la Aurora, con Favonio, Vulturno y Aquilón.
Está asociado al Euro-Austro (Euro-Auster), viento del sursureste, que sopla desde Egipto, y al Austro-Africo (Austro-Africus) - que es llamado a veces Libonoto, Libionoto, Libs, e incluso Noto - que sopla desde Sidra.

## Citaciones
"A algunos les parece, y dixeron que los vientos eran quatro. Del oriente equinocial el "Solano". Del mediodía el "Austro". Del occidente equinocial el "Favonio". Del septentrión el "Septentrión". Pero los que más diligentes los buscaron, dixeron ser ocho los vientos."
 Vitrubio. De Architectura Libro I, cap. IV

"Cuatro son los principales vientos; el «Subsolano», que sopla de oriente; el «Austro» del mediodía; el «Favonio», de occidente; y del «Septentrión», el viento que lleva este mismo nombre. Cada uno de ellos tiene, a su vez, otros dos vientos de su misma procedencia. El Subsolano tiene, por el lado derecho, el «Vulturno», y por el izquierdo, el «Euro»; a la derecha del austro sopla el «Euroaustro», y a la izquierda, el «Austroafrico»; el Favonio tiene el «Áfrico» a su derecha y el «Coro» a su izquierda; y, finalmente, el Septentrión tiene por su derecha al «Cierzo» y por su izquierda al «Aquilón». Estos son los doce vientos que recorren con sus aires el globo terráqueo."
 Isidoro de Sevilla. Etimologías, libro XII, cap. 11. «Sobre los vientos»